# Robert Jäppinen

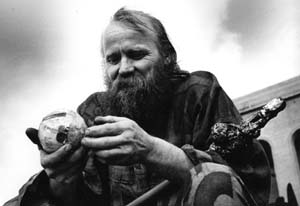
Robert Jäppinen "håller jordklotet" framför Göteborgs Konstmuseum 1969.

Robert Jäppinen, född 1 september 1924 i Ingermanland i dåvarande Sovjetunionen, död 12 juni 2006 i Ransäter, Värmlands län, var en svensk konstnär (målare). 
Han är bland annat känd för att på 1960-talet ha gjort happenings tillsammans med Kjartan Slettemark. Bakgrunden till Jäppinens verksamhet var hans engagemang för fred. Han påverkades av andra världskriget, då han tillfångatogs och flydde från ett tyskt fångläger. Hans politiska engagemang löper som en röd tråd genom konstnärskapet.
Robert Jäppinen avled plötsligt då Filip Hammar och Fredrik Wikingsson från Kanal 5:s 100 höjdare hade kommit för att intervjua honom.